# موتور گرگیج (خاش)
موتور گرگیج یک منطقهٔ مسکونی در ایران است که در دهستان گوهرکوه واقع شده‌است.